# Kiang
Kiang (Equus kiang) är en art i familjen hästdjur (Equidae). Djuret förekommer i Tibet och angränsande regioner och är nära släkt med halvåsnan, men är något större.

## Kännetecken
Arten når en kroppslängd av 210 centimeter, en mankhöjd av lite över 140 centimeter och en vikt mellan 250 och 400 kilogram. Hanar är betydlig tyngre än honor. Under sommaren har pälsen på djurets ovansida en ljusröd färg. Den långa och täta vinterpälsen är brunare. På djurets rygg finns en påfallande svart strimma. Undersidan är vit men vid flera ställen når den vita färgen upp till ryggens strimma. Oftast är även delar av halsen, nosen och extremiteterna vita. Från halvåsnan skiljer sig arten genom storleken, kortare öron, den långa manen och bredare hovar.

## Utbredning
Kiang förekommer på hela den tibetanska högplatån, ett system av bergsområden och högslätter norr om Himalaya. De största populationerna finns i den autonoma regionen Tibet och de angränsande kinesiska provinserna Qinghai, Xinjiang, Gansu och Sichuan. Dessutom lever arten i norra Indien, nordöstra Pakistan och Nepal.
Dess habitat utgörs av torra gräsområden och stäpper upp till 5000 meter över havet.

## Levnadssätt
Kiang lever i grupper med 5 till 400 individer. De största grupperna består av honor med deras nyfödda ungar samt unga kiang av bägge kön. Ofta är en gammal hona gruppens ledare. Dessa grupper är mycket sociala och skiljer sig aldrig. Hanar lever ensamma under sommaren och bildar under vintern grupper som bara består av hankönade individer.
Under letandet efter föda utför kiang stora vandringar där de även korsar floder och andra vattendrag. De har bra förmåga att simma och det förekommer även att de badar för nöjes skull.
Som alla hästdjur är kiang växtätare som livnär sig av olika grässorter och andra växter på marken. Under tider med särskilt bra tillgång till föda (juli och augusti) kan de öka i vikt med 45 kg.

## Fortplantning
I juli och augusti börjar hanarna att följa honornas grupper. Bland hanarna förekommer strider för rätten att para sig. Parningstiden slutar under mitten av september. Efter dräktigheten som varar i nästan ett år föder honan i juli eller augusti vanligtvis ett ungdjur. De nyfödda ungarna är mycket bra utvecklade och följer modern efter några få timmar. Efter ungefär ett år är de självständiga men först efter två år eller mer är de könsmogna. Det äldsta kända djuret i fångenskap blev 26 år och sju månader gammalt.

## Hot
I jämförelse med andra vilda åsnor förekommer kiang i stort antal. Å andra sidan minskade artens bestånd efter inmarschen av den kinesiska armén i Tibet som skedde 1950. I hela Kina finns omkring 65 000 individer och av dessa lever cirka 45 000 i Tibet. Ytterligare 2 000 exemplar förekommer i Indien. Det finns varierande uppgifter rörande artens bestånd i Pakistan, Bhutan och Nepal.

## Systematik
Av vissa zoologer räknas kiang som en underart till halvåsnan. Nyare undersökningar av djurets DNA styrker hypotesen att kiang är en självständig art. Arten delas ibland i tre underarter (E. k. polyodon, E. k. holdereri och E. k. kiang) men denna indelning är omstridd.